# Dominique Devenport

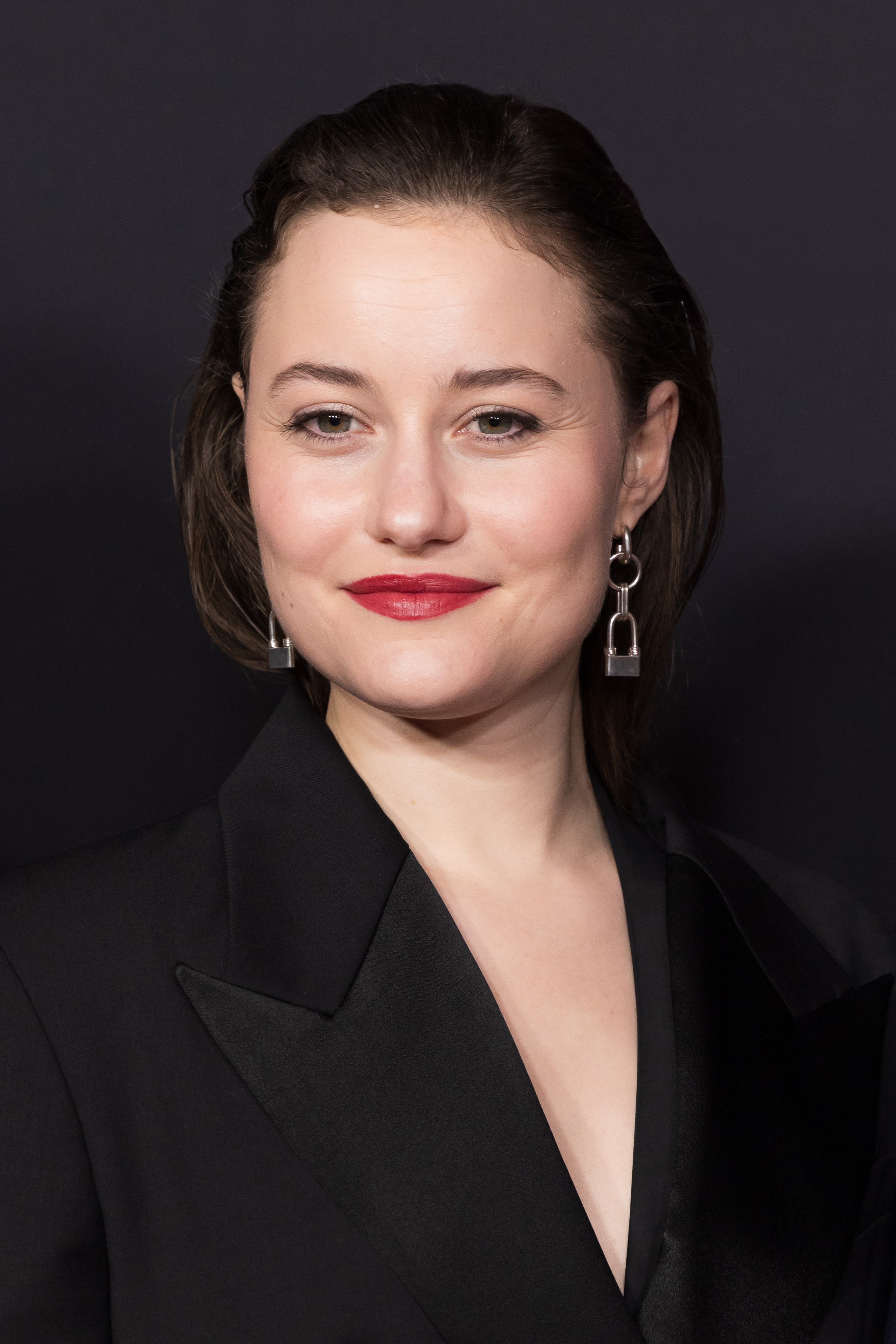
Dominique Devenport (2024)

Dominique Devenport (* 1996 in Luzern) ist eine schweizerisch-US-amerikanische Schauspielerin.

## Leben
Dominique Devenport wurde als Tochter eines aus Wisconsin (USA) stammenden Vaters und einer Schweizer Mutter geboren. Sie wuchs in Luzern auf. Erste Schauspielerfahrungen sammelte sie im Schülertheater.
Im Schweizer Fernsehfilm Nebelgrind von Barbara Kulcsar über eine Bauernfamilie, die sich mit der Alzheimer-Erkrankung konfrontiert sieht, verkörperte sie 2012 die Rolle der Bauerntochter Toni. 2013 war sie im Kinofilm Nachtzug nach Lissabon mit Jeremy Irons als Natalie zu sehen. An der Schauspielfabrik in Berlin absolvierte sie 2016/17 einen Intensivkurs. Nach dem Abitur studierte sie von 2017 bis 2021 Schauspiel an der Otto-Falckenberg-Schule in München.
In der RTL/TVNOW-Fernsehserie Sisi, die im Oktober 2021 am Canneseries-Festival in Cannes Premiere hatte, übernahm sie an der Seite von Jannik Schümann als Franz Joseph I. die Titelrolle als Elisabeth von Österreich-Ungarn. Ebenfalls 2021 stand sie für Dreharbeiten zum Kinofilm Der Passfälscher von Maggie Peren vor der Kamera. Mit Beginn der Spielzeit 2021/22 wurde sie festes Ensemblemitglied am Volkstheater Rostock. Im historischen Spionage-Thriller Davos 1917 von SRF und ARD übernahm sie an der Seite von David Kross und Jeanette Hain eine Hauptrolle als Krankenschwester Johanna Gabathuler.
Neben ihrem Heimatdialekt Schweizerdeutsch spricht sie Deutsch und amerikanisches Englisch als Muttersprache sowie Französisch. Mit Stand 15. März 2025 wohnte sie in Paris.

## Filmografie (Auswahl)
- 2012: Nebelgrind (Fernsehfilm)
- 2013: Nachtzug nach Lissabon (Night Train to Lisbon)
- 2021–2024: Sisi (Fernsehserie)
- 2022: Der Passfälscher
- 2023: Davos 1917 (Fernsehserie)

## Auszeichnungen und Nominierungen
Jupiter-Award 2022
- Auszeichnung in der Kategorie Beste Darstellerin (Kino, TV, Streaming) National für Sisi[17][18][19]

Romyverleihung 2022
- Nominierung in der Kategorie Entdeckung weiblich für Sisi[20]

Deutscher Fernsehpreis 2023
- Nominierung in der Kategorie Beste Schauspielerin für Sisi (zweite Staffel)[21][22]

Solothurner Filmtage 2024
- Prix Swissperform für die beste Hauptrolle für Davos 1917[23]

Prix Walo 2024
- Auszeichnung in der Kategorie Schauspieler/in[24]